# علي بن سالم الكعبي
علي بن سالم بن عبيد بن ونيس الكعبي  (ولد: 1 يناير 1961 - )؛ وزير وسياسي وشاعر إماراتي.

## حياته
هو علي بن سالم بن عبيد بن ونيس الكعبي، ويرجع إلى من فرع الأسود (قبيلة المكاتيم) في قبيلة بني كعب. نشط في مجال الشعر حتى أصبح ملتقى بين الشعر العربي الفصيح والشعر النبطي فكانت له عدة دواوين من أشهرها (سحايب، رذاذ القوافي، عقد فيروز)، وقدم أشعاره لتكون في مسلسل (رأس غليص) وأيضا ديوان (عيون عليا) قصائد وأغاني مسلسل عيون عليا.
يتميز شعر الكعبي بتعدد مواضيعه وجدة أفكاره، فقد تناول الأغراض الوطنية وأبدع فيها، وتناول الوجدان والعاطفة فعبر عن جميع الأحاسيس والمشاعر، كما تناول الوصف في الطير والمقناص والخيول والبر وغيرها من أغراض المدح والفخر والاجتماعيات، كما عرف عن الشاعر علي بن سالم الكعبي مساجلاته الشعرية مع شاعر الإمارات الشيخ زايد بن سلطان آل نهيان، فقد كان الكعبي المدير الخاص والمرافق الخاص في العقد الأخير من عمره.

## التعليم
- تخرج من الأكاديمية العسكرية الملكية ساندهيرست ببريطانيا في 11 / 04 / 1980 م
- حاصل على شهادة ماجستير في العلوم العسكرية.
- حصل على جائزة راشد للتفوق العلمي.

## العمل والمناصب
- عميد ركن في القوات المسلحة.
- عضو باتحاد الكتاب المصريين والعرب.
- عمل كنائب لرئيس لجنة المعارض الدولية
- كان عضواً في مجلس إدارة مجلة الدفاع الخليجي
- رئيس مجلس إدارة جمعية إحياء التراث الشعبي.
- شغل منصب مدير مكتب رئيس الدولة الشيخ زايد بن سلطان آل نهيان حتى وفاته.[1]
- مدير عام دائرة الأعمال الخاصة للشيخة / فاطمة بنت مبارك.
- مدير مكتب وزير شؤون الرئاسة[2]
- رئيس مجلس أمناء مؤسسة التنمية الأسرية.. إلي الآن[3]
- سفير الدولة لدى المملكة المغربية برتبه وزير 2018 -2022[4]

## الميداليات والأوسمة الحاصل عليها
- ميدالية ذكرى قيام دولة الإمارات العربية المتحدة.
- ميدالية الخدمة الحسنة المرة الأولى
- ميدالية الخدمة الحسنة المرة الثانية
- ميدالية الخدمة الطويلة الممتازة
- ميدالية ذكرى اليوبيل الفضي
- ميدالية توحيد القوات المسلحة
- وسام تحرير الكويت
- وسام الهلال الذهبي للعمل الخيري بتاريخ 06/ 04 / 2004 م

## أشعاره
للشاعر علي بن سالم الكعبي الكثير من القصائد المغناة ومنها :
- القوس قوسك : و قد غناها عبد المجيد عبد الله وعيضة المنهالي
- على راحتك :  غنتها منى أمرشا
- آمر تدلل : قام بأداء الشلة عيضة المنهالي وقامت فرقة دبي الحربية بقيادة سعيد الكعبي بغنائها
- الحرف العنيد : قام بغنائها سلمان حميد
- حروف الغلا : قام بغنائها عيضة المنهالي
- يا علي : و هو دويتو شعري بينه وبين الشاعر حمد بن سهيل الكتبي وقد قام بغناء الأغنية حمد العامري وحربي العامري
- يا حي : قام بأدائها حربي العامري
- شلني : قام بغنائها حربي العامري
- حلم رومانسي : و هو دويتو شعري بينه وبين الشاعر حمد بن سهيل الكتبي وقام بغناء الأغنية الوسمي وحمد العامري
- ليلي سرى : قام بأدائها حربي العامري
- ويلي : قام بغنائها حربي العامري
- تدلل : قامت فرقة دبي الحربية بقيادة سعيد الكعبي بغنائها
- الحب إنت : قام حربي العامري بغنائها
- قلبي دليلي : قام عيضة المنهالي بغنائها وغيرها الكثير منها.
- مثل العسل : قام بغنائها خالد عبدالرحمن

## حياته العائلية
متزوج وله من الأبناء أربعة (منصور و، سالم ومحمد وزايد).

## إصدارات
| الإصدار                                             | سنة النشر | ملاحظات                                          |
| --------------------------------------------------- | --------- | ------------------------------------------------ |
| سحايب                                               | 2002      |                                                  |
| رذاذ القوافي                                        | 2005      |                                                  |
| عقد الفيروز                                         | 2007      |                                                  |
| الشيخ زايد في أبيات شاعر الفرايد علي بن سالم الكعبي | 2008      |                                                  |
| ديوان عيون عليا : قصائد وأغاني مسلسل عيون عليا      | 2009      |                                                  |
| أشعار بن ونيس في مسلسل رأس غليص                     | 2009      |                                                  |
| تغريدات                                             | 2015      |                                                  |
| رسائل وفاء                                          | 2015      | 21 قصيدة مهداة إلى الشيخ منصور بن زايد آل نهيان. |
| بارق الظفرة                                         | 2016      |                                                  |
| سيف الإمارات                                        | 2016      |                                                  |
| قصائد مغناة                                         | 2016      |                                                  |
| شلات: ربابة .. حربيات                               | 2017      |                                                  |